# Излечени (филм)
Излечени (енгл. Cured) амерички је документарни филм из 2020. године. Сценаристе филма су Бенет Сингер и Патрик Самон. Филм приказује кампању коју је водио ЛГБТ покрет у Сједињеним Америчким Државама која је довела до уклањања хомосексуалности са листе менталних болести у Дијагностичком и статистичком приучнику за менталне поремећаје 1973. године.
Филм је премијерно приказан 24. августа 2020. године на АутФесту. Фестивал је приказао онлајн издање филма због пандемије Ковида-19 и емитовао се током фестивалске „Недеље“ на којој су приказане пројекције филмова изабраних из званичног фестивалског програма. Новембра 2020. године освојио је награду публике за најбољи документарни играни филм на НевФесту.

## О филму
Дуги низ година Америчко удружење психијатара класирало је хомосексуалност као менталну болест. Амерчка Власт је користила изговор те класификације како би оправдала дискриминацију према ЛГБТ групи. Све док су лезбијке и геј мушкарци били „болесни“, напредак ка једнакости био је скоро немогућ. Године 1973. је покренута кампања како би се хомосексуалност уклонила са листе болести. Исте године, Америчко удружење психијатара (АПА) је уклонио хомосексуалност из свог приручника о менталним болестима. Укључујући гомилу новооткривеног архивског материјала и видео снимака, филм води публику кроз борбу за права и и тактику који су довели до кључне прекретнице у покрету за ЛГБТ права.

## Улоге
| Глумац         | Улога         |
| -------------- | ------------- |
| Хари Адамсон   | истоимени лик |
| Гари Алиндер   | истоимени лик |
| Ирвин Бибер    | психијатар    |
| Роберт Камбел  | истоимени лик |
| Сали Дуплекс   | истоимени лик |
| Џон Фрејер     | истоимени лик |
| Барбара Гитнгс | истоимени лик |
| Саул Левин     | истоимени лик |

## Признања
| Година | Награда                                   | Категорија                                     | Прималац                                      | Резултат   | Ref.               |
| ------ | ----------------------------------------- | ---------------------------------------------- | --------------------------------------------- | ---------- | ------------------ |
| 2020   | Фрамлајн филм фестивал                    | Награда публике за најбољи документарни филм   | Cured                                         | Освојено   | [ 8 ] [ 9 ]        |
| 2020   | Награда Конгресне библиотеке Лавине       | Награда жирија                                 | Бенет Сингер и Патрик Самон                   | Номинација | [ 8 ] [ 10 ]       |
| 2020   | ЛГБТ фестивал у Њу Јорку                  | Награда публике за најбољи документарни филм   | Cured                                         | Освојено   | [ 8 ] [ 9 ] [ 11 ] |
| 2020   | Међународни филмски фестивал ЛГБТ филмова | Најбољи документарни играни филм               | Cured                                         | Освојено   | [ 8 ]              |
| 2020   | Фестивал ЛГБТ филма у Рочестеру           | Награда публике за најбољи документарни филм   | Cured                                         | Освојено   | [ 8 ]              |
| 2021   | Америчко историјско удружење              | Филмска награда Џон Е. О’Конор                 | Cured                                         | Освојено   | [ 9 ]              |
| 2021   | Међународни филмски фестивал у Кливленду  | Награда Гред Гунд                              | Бенет Сингер и Патрик Самон                   | Номинација | [ 12 ]             |
| 2021   | Холивудске награде за музику у медијима   | Најбоља оригинална песма у документарном филму | "The Other Side of the Rainbow". Иан Хонејман | Номинација | [ 13 ]             |
| 2021   | Мерлинка (фестивал)                       | Најбољи документарац                           | Бенет Сингер и Патрик Самон                   | Номинација | [ 14 ]             |
| 2022   | Међународно документарно удружење         | Награда за видео извор                         | Бенет Сингер и Патрик Самон                   | Номинација | [ 15 ]             |
| 2022   | Медијска награда ГЛАД                     | документарац                                   | Cured                                         | Номинација | [ 16 ]             |